# Erica scytophylla
Erica scytophylla är en ljungväxtart som beskrevs av Guthrie och Bolus. Erica scytophylla ingår i släktet klockljungssläktet, och familjen ljungväxter. Inga underarter finns listade i Catalogue of Life.